# Enterobacter taylorae
Espèce
Enterobacter taylorae est une espèce de bactéries à Gram négatif anciennement connue sous le nom de groupe entérique 19 et également connue sous le nom d'entérobactérie cancérogène. Les souches d'E. taylorae sont positives pour : la réaction de Voges-Proskauer, l'utilisation du citrate, l'arginine dihydrolase et l'utilisation du malonate. Ils fermentent le D-glucose et fermentent également le D-mannitol, le L-rhamnose et le cellobiose. Ils sont négatifs pour la production d'indole, l'hydrolyse de l'urée, la lysine décarboxylase et la fermentation de l'adonitol, du D-sorbitol et du raffinose. Il se produit dans des échantillons cliniques humains, étant isolé du sang et du liquide céphalo-rachidien. Il est connu pour provoquer des infections et n'est pas sensible aux pénicillines ni aux céphalosporines,,,.